# 中和機廠
中和機廠（英語：Zhonghe Depot）位於台灣新北市中和區，捷運南勢角站西側，為台北捷運中和新蘆線的機廠。

## 機廠概要
中和機廠為台北捷運目前唯一位於地下且規模最小的機廠，僅有6列駐車軌。

## 機廠位置與結構
- 地理位置：位於捷運路、南山路399巷、和平街、興南路一段所圍區塊間。（現為聯開大樓，機廠位於地下四樓，其餘為捷運站樓層與停車場用地）
- 廠房規模：一級修護廠。
- 面積：約1.1公頃。
- 駐車容量：可容納6列車。

## 歷史
- 1998年12月24日：隨著淡水線「車站－中正紀念堂」段、新店線「中正紀念堂－古亭」段與中和線正式通車而投入調度。